# Боровуха (Витебская область)
Борову́ха (Боровуха-1; бел. Бараву́ха; до 2019 года — городской посёлок) — микрорайон города Новополоцка Витебской области Беларуси.
До 2019 года являлся частью Новополоцкого горсовета депутатов и исполкома на территории Полоцкого района.
Население — 5452 человека (на 1 января 2016 года).
Боровуха находится в 12 км от города Новополоцка, административно подчинена Новополоцкому горисполкому и входит в Новополоцкий горсовет. В окрестностях Полоцка известны также поселения Боровуха-2 и Боровуха-3, с 1990-х годов входящие в его городскую черту.
В районе Полоцка существовало три территории с названием «Боровуха», причём в советское время во всех трёх базировались воинские части. Для различения им были присвоены порядковые номера. В настоящее время Боровуха-1 с 2019 года является частью Новополоцка, а с 1990-х годов Боровуха-2 (район нынешней улицы Боровая) и Боровуха-3 (район нынешней улицы Вологина) в статусе микрорайонов входят в состав Полоцка.
22 февраля 2019 года Указом № 73 Президента Республики Беларусь Боровуха включена в состав городской черты Новополоцка. В марте 2019 года был упразднён поселковый Совет депутатов.

## География
В окрестностях Боровухи находятся озёра Велье, Завелье (Солдатское) и Осиновка.

## История
Первое письменное упоминание Боровухи относится к 1812 году. Рядом с Боровухой проходил Екатерининский тракт из Дриссы в Полоцк. После открытия железнодорожного движения от Полоцка до Витебска в октябре 1866 года в Боровухе появился железнодорожный разъезд и станция Риго-Орловской железной дороги. Появление новой транспортной магистрали благоприятно повлияло на экономическое развитие местечка.
В 1916 году в Боровухе в составе дорожно-строительного отряда работал будущий знаменитый белорусский поэт и писатель Янка Купала.

### Период гражданской и советско-польской войн
23 июля 1919 года Революционный военный совет Западного фронта отдал приказ об организации узла обороны в Полоцке. В качестве одного из рубежей обороны на правом берегу реки Западной Двины рассматривался рубеж Боровое — Боровуха — Янчиково — Половинники — Струня. Начиная с 21 августа 3-й участок 23-го военно-полевого строительства (ВПС) Западного фронта с мобилизованным местным населением приступил к строительству оборонительной полосы в районе Боровухи. С ноября 1919 года по март 1920 года 49-я бригада 17-й стрелковой дивизии укрепляла оборонительные позиции по правому берегу реки на рубеже Боровуха — Немерзль. В это время Боровуха стала границей между 15-й, части которой и располагались в окрестностях станции, и 16-й советскими армиями. К середине сентября в районе Боровухи 3-м участком 23-го ВПС было выполнено 65 % оборонительных работ по первоначальным планам укрепления позиций, 40 % из которых приходилось на окопные работы.
Зимой 1919 года польские легионеры переправились через Западную Двину, напали на станцию Боровуха и подожгли её постройки. Вскоре был создан 12-й батальон по охране железной дороги и станции в Боровухе. 18 марта 1921 года в Риге был заключён мирный договор с Польшей. Однако близость границы, проходившей всего в 20 км западнее Боровухи и современного Новополоцка, в дальнейшем определила всё дальнейшее развитие городка на ближайшие два десятилетия.
Боровуха-1 рассматривалась как один из ключевых пунктов в обороне Полоцка. С юго-запада Полоцк планировалось прикрыть предмостным укреплением по линии Бельчицы — Черноручье — Ксты — Экимань и старыми позициями времён Советско-польской войны, один из рубежей которых проходит по реке Ушаче через нынешнюю промзону Новополоцка. Удержание Полоцка в случае войны не давало возможности войскам вероятного противника вести наступление на Ленинград и на Москву.

### Строительство Полоцкого укреплённого района
В 1922 году в рамках программы строительства укреплений «линии Троцкого» на границе СССР в районе ст. Боровухи-1 были продолжены работы по совершенствованию прежних и строительству новых дерево-земельных укреплений. В 1924 году штаб Западного военного округа начал разработку проекта Полоцкого укреплённого района.
Боровуха-1 стала центром северного сектора Полоцкого укреплённого района, прикрывая Полоцк с северо-запада. Вокруг неё по линии Горовые — Махирово — Залесье — Тиновка — Матюши — Бело-Матейково — Борки располагалось 4 батальонных и 3 ротных района обороны. В 1932-м году в укреплённом районе достроили ДОТы тыловых позиций (например, ДОТ № 15 у мемориала в г.п. Боровуха-1) и 10 противотанковых огневых точек (ПТОТ) с бронебашнями танка Т-26.
С 20-х годов XX века в Боровухе размещались части 5-й Витебской стрелковой дивизии, кавалерийский полк, артиллерийская воинская часть, а на Белом озере — учебная база аэростатов.
В 1935—1936 годах в Боровухе-1 17-я стрелковая дивизия (СД) вела строительство военного городка. Были возведены казармы, склады, 7 четырёхэтажных каменных домов для семей офицеров, клуб, баня, магазин, дом офицеров, русскоязычная школа. Вскоре 17-я СД передислоцируется, а городок передаётся частям вновь формируемой 50-й стрелковой дивизии, специально предназначенной для обороны Полоцкого укреплённого района. В 1936—1939 годах здесь располагались 202 артиллерийский полк, 257 гаубичный артиллерийский полк, 10 медсанбат, 125 пах, 100 дарм, кавалерийский полк, части 174-го артиллерийского полка, артиллерийско-пулемётного батальона, а также небольшая танковая часть, вооружённая, вероятно, Т-27.
В 1937 году в открытии дома офицеров принимал участие Семён Будённый.
В 1939—1940 годах 50-я стрелковая дивизия участвует в походе в Западную Белоруссию, в боях советско-финской войны и возвращается в район Полоцка в январе 1941 года. С августа 1940 года здесь также дислоцируется 17-я стрелковая дивизия. В 1939 году 50-я СД участвует в походе в Западную Белоруссию. Вернётся назад она в январе 1941 года, пройдя ещё и бои советско-финской войны. В связи с переносом государственной границы 22 июня 1940 года началось строительство Гродненского УРа. 8 июля 1940 года было создано единое управление Гродненским и Полоцким УРами, в связи с чем 9 и 10 отдельные пулемётные батальоны передислоцируются в Гродненскую область.
3 сентября 1940 года Полоцкий укреплённый район расформировывается. Только после выхода постановления Совнаркома СССР «Об укреплённых районах» от 4 июня 1941 года в Полоцком укреплённом районе создаётся 61-е управление УР, в состав которого входил 133 отдельный артиллерийско-пулемётный батальон 2-х ротного состава, дислоцированный в д. Боровуха—1. В мае—июне ДОТы приводились в полную боевую готовность.

### Великая Отечественная война
В июле 1941 года у Боровухи происходили ожесточённые бои с немецко-фашистскими захватчиками — важный эпизод обороны Полоцка.
Перед командующим 174-й СД Зыгиным Алексеем Ивановичем ставилась задача оборонять рубеж Дисна — Улла, в том числе и Полоцкий УР. Так началась героическая двадцатидневная оборона Полоцка, в результате которой немцам пришлось обойти Полоцк с юга (через Уллу на Витебск) и с севера (через Дисну на Невель). Образовался так называемый полоцкий выступ, который долгое время сковывал 8 немецких дивизий и угрожал тылам наступающих на восток частям вермахта. Боровуха оказалась на самом острие этого выступа.
3 июля 1941 года в полосе Полоцкого укреплённого района подразделения III немецкой танковой группы генерала Гота начали общее наступление на направлениях Даугавпилс — Полоцк и Молодечно — Полоцк. Немцы предпринимали попытки обойти ДОТы, однако обороняющиеся части проводили контратаки. В этот же день авангард немецкой 19-й танковой дивизии III танковой группы вышел к Западной Двине в районе Дисны. 9 июля 1941 года разгорелось сражение на Боровухском направлении. Здесь в течение дня части Зыгина вели бои с противником, наступающим и блокирующим ДОТы в пунктах Зарученя, Залесье, Осеротки, Махирово (3 км на запад, юго-запад от Боровухи-1). В течение 10 июля 174-я СД (в/ч 4177) ведёт бой в северном секторе укреплённого района. Особенную активность в этом районе противник проявил на участке Владычино — Мехелево (6—7 км севернее Боровухи-1). К исходу 10 июля 22-я армия вела тяжёлые бои с превосходящими силами противника, которые охватывали с флангов Себежский и Полоцкий укреплённые районы.
Утром 15 июля немецкие части с севера прорвались к Полоцку в районе Боровухи-2. Чтобы обеспечить взрыв мостов через Западную Двину, красноармейцам, отступавшим из укреплённого района, и взводу истребительного батальона Гукова пришлось выдержать бой на подступах к станции Громы. В это время бойцами истребительного батальона были взорваны мосты через Западную Двину. К исходу дня 15 июля немцам удалось войти в левобережную часть Полоцка. В ночь с 15 на 16 июля 1941 года 174-я СД начали отходить в направлении Невеля между параллельными клиньями 57-го и 39-го моторизованных корпусов вермахта, подорвав предварительно нефтебазу и склады в Полоцке.
16 июля немцам удалось захватить Невель, левобережную часть Полоцка и завершить окружение на север от него частей Зыгина и 62-го стрелкового корпуса. В то время как основные силы Полоцкого боевого участка предпринимали отход в направлении Невеля, его арьергардные части вели бои на рубеже плат. Бор, Боровуха. В этот день части 174-й СД, прикрывая отход основных сил, предприняли контратаку с рубежа Заматина — Боровуха в направлении Владычино, однако из-за недостатка сил и средств успеха не имели. 17 июля 1941 года в районе южного берега Белого и Званого озёр ещё держали оборону советские части (в/ч 4600, штаб в/ч 4534).
ДОТы Полоцкого укрепленного района продолжали вести бои с немецкими частями до 19 июля. 20 июля части 174-й дивизии и 62-го корпуса ночной атакой вышли из окружения. Многие защитники Полоцка при выходе из окружения попали в плен и погибли в концлагерях Полоцка и Боровухи-1.
В годы Великой Отечественной войны на территории Боровухи размещался крупный немецкий гарнизон, существовал концлагерь Stalag 354 для военнопленных, в котором погибло более 29 000 советских воинов и местных жителей, и гетто. В 1944 году в Боровухе осталось только 5 дворов, 245 — были сожжены нацистами.

### Послевоенное время
В послевоенные советские десятилетия на территории военного городка Боровуха-1 размещался крупный военный гарнизон, в котором располагались два воздушно-десантных полка (350 гвардейский парашютно-десантный полк и 357 гвардейский парашютно-десантный полк), танковый и вертолётный полк, аэродром. Их личный состав участвовал в военных операциях в Чехословакии и Афганистане.
В период с 1982 года по 1989 год в Боровухе-1 размещался 1318 отдельный десантно-штурмовой полк, входящий в состав 5 гвардейского армейского корпуса.
Со 2 октября 1996 года военные городки № 1, 2 были включены в Перечень высвобождаемых военных городков, объектов и зданий, передаваемых безвозмездно Министерством обороны в коммунальную собственность областей. 15 июля 2000 года было принято решение Витебского облисполкома об объединении деревни Боровуха-1 и бывшего военного городка в один населённый пункт, который передавался в административное подчинение Новополоцка.
За 2000—2005 годы в посёлок был проведён природный газ, реконструирована котельная, жители Боровухи получили качественную питьевую воду.

## Достопримечательности
- Участок старого Екатерининского тракта
- Могила юного подпольщика Димы Потапенко (1968)
- Мемориальный комплекс «Звезда» памяти павших в Великую Отечественную войну на месте немецкого концлагеря Staatlag 354 (1995)
- Мемориальная доска в память гвардии старшего лейтенанта Алексея Владимировича Воробьёва
- Мемориальная доска в память Героя Советского Союза Василия Филипповича Маргелова (2009)
- Бюст Героя Советского Союза Василия Филипповича Маргелова (2020)[4]
- Памятник десантникам и лётчикам, погибшим в авиакатастрофе 25 декабря 1979 года под Кабулом (2023)[5]

## Социальная сфера
На территории Боровухи расположены общеобразовательная средняя школа № 15, детская школа искусств, государственное училище олимпийского резерва, детские ясли-сад № 37 и № 1, библиотека, врачебная амбулатория, учреждения банка и связи.

## Экономика
На территории Боровухи производят швейные, трикотажные и резинотехнические изделия, деревянные окна, окна и двери ПВХ, строительные металлоконструкции, мебель, средства защиты растений, контрольно-измерительные приборы, строительные материалы, оборудование для переработки вторичного сырья.
- СООО «Любава-ЛИС» — швейные изделия
- ООО «ИНТЭП»
- ЧПУП «Мах-Пласт»
- ЧТПУП «Макс Дивани»

## Транспорт
Автобусные маршруты:
- 6: Новополоцк, автовокзал — Боровуха (часть рейсов до училища олимпийского резерва)
- 6а: Новополоцк, ДС «Подкастельцы» — Училище олимпийского резерва
- 203: Полоцк, автовокзал — Боровуха
- 328: Новополоцк, автовокзал — Азино

Автобусный маршрут Полоцк — Махирово, а также дизель-поезд Полоцк — Бигосово идут через Боровуху.

## Известные уроженцы и жители
- Янка Купала (1882—1942) — Народный поэт Белорусской ССР.
- Воробьёв Алексей Владимирович (1975—2000) — гвардии старший лейтенант, Герой России.